# 장동언
장동언(張東彦, 1965년 2월 2일 ~ )은 대한민국의 기상연구사이며, 제16대 기상청 청장이었다.

## 학력
- 1987년 2월: 서울대학교 자연과학대학 대기과학 학사
- 1998년 8월: 서울대학교 대학원 대기과학 석사·박사

## 경력
- 2001년: 기상연구관 경력경쟁채용시험 합격
- 2007년 5월 ~ 2008년 12월: 기상청 예보국 수치모델개발과장
- 2009년 1월 ~ 2011년 2월: 국립기상연구소 예보연구과장
- 2011년 3월 ~ 2014년 2월: 세계기상기구 파견
- 2014년 5월 ~ 2016년 5월: 기상청 기상서비스진흥국 기상서비스정책과장
- 2016년 6월 ~ 2016년 12월: 기상청 기획조정관실 기획재정담당관
- 2017년 1월 ~ 2018년 1월: 기상청 기상서비스진흥국장
- 2019년 1월 ~ 2021년 1월: 기상청 지진화산국장
- 2021년 1월 ~ 2022년 8월: 기상청 기획조정관
- 2022년 8월 ~ 2024년 6월: 제12대 기상청 차장
- 2024년 7월 ~ 2025년 8월: 제16대 기상청 청장